# Mykolas Žygimantaitis
Mykolas Žygimantaitis (in polacco Michał Bolesław Zygmuntowicz; prima del 1406 – Mosca, 1452) era un pretendente al trono del Granducato di Lituania e l'ultimo discendente maschio di Kęstutis, Granduca di Lituania.
Sostenne il padre Sigismund Kęstutaitis nelle lotte di potere con Švitrigaila. Nel 1435 guidò l'esercito del padre alla vittoria nella battaglia di Pabaiskas. Dopo l'assassinio del padre nel 1440, Michele combatté senza successo contro Casimiro IV Jagellone per il titolo di Granduca di Lituania. Inizialmente Michele fu sostenuto dalla Samogizia, ma nel 1441 Casimiro emise un privilegio che confermava lo status di semi-autonomia della Samogizia, evitando così una guerra civile. Fino al 1447 fu sostenuto dai duchi di Masovia. Nel 1448, Michele chiese aiuto al Khanato di Crimea. Con il loro aiuto attaccò e in breve tempo prese il controllo di Kiev, Starodub, Novhorod-Sivers'kyj. Ben presto fu catturato e portato a Mosca, dove morì in circostanze poco chiare (forse avvelenato) nel 1452. Fu sepolto nella Cattedrale di Vilnius.
In tempi diversi Michele fu sposato con due figlie di Alessandra di Lituania e Siemowit IV di Masovia: Anna e Caterina. In totale ebbe tre mogli, tutte di Masovia: Anna (morta nel 1435), Eufemia (morta nel 1436) figlia di Bolesław Januszowic, e Caterina (morta nel 1479/80).